# Miss Taro
Miss Taro é uma personagem dos filmes de James Bond, criada por Ian Fleming. Apareceu no primeiro filme da série, 007 contra o Satânico Dr. No, interpretada pela atriz britânica Zena Marshall.

## A personagem
Taro é uma espiã de origem asiática, que trabalha secretamente para o Dr. No, o vilão do filme e do livro e um dos líderes da SPECTRE, enquanto ocupa a função de secretária do governador-colonial do Reino Unido em Kingston, Jamaica, Pleydell-Smith.
Seu primeiro encontro com Bond se dá na Government House, local de trabalho do governador. Sabendo através de seu chefe que Bond encontra-se na ilha a serviço do MI-6 para investigar o assassinato anterior de um agente britânico, enquanto Bond e Pleydell-Smith conversam no escritório, Taro espia pelo buraco da fechadura e é surpreendida pelo agente quando ele abre a porta. O agente britânico se faz de desentendido e convida Taro para um encontro a dois na casa dela, fora de Kingston, desconfiado da atitude da secretária, mas sem saber que ela é uma agente da organização terrorista que reúne os maiores fanáticos do mundo.
Taro avisa aos capangas da SPECTRE sobre o encontro, que tentam emboscar Bond na estrada, mas são iludidos por ele e morrem num acidente e ele chega à casa da secretária, surpreendendo-a, pois ela esperava que ele tivesse sido morto pelos cúmplices no caminho. 007 então a seduz e os dois fazem amor. Taro é a primeira bond-girl da série a ter uma relação amorosa com Bond, durante uma missão do agente. Seu relacionamento anterior, no começo do filme, com Sylvia Trench, acontece fora do trabalho.
Bond então telefona para um 'táxi' - dizendo que seu carro está com defeito - para levá-los a um jantar na cidade. Quando o táxi chega, dentro dele estão policiais, que a prendem e a levam da casa, antes de ser levada, Taro cospe na cara de Bond, em seguida o espião permanece ali para esperar por outro capanga do Dr. No, o Professor Dent, chamado por Taro para matá-lo.